# Noc práva
Noc práva je festival, který se koná pravidelně od roku 2019 a jehož pořadatelem a koordinátorem je spolek Nugis Finem. Jeho cílem je otevírat brány soudních a jiných institucí lidem, umožnit jim poznat právo z jiné perspektivy. Snahou je popularizovat právo, vyvracet mýty a polopravdy, které o něm panují. Součástí festivalu jsou každoročně nejenom přednášky, semináře a workshopy, zejména však divadelní představení, promítání filmů s následnými diskuzemi, simulovaná soudní jednání, exkurze soudů, věznic, ústavů forenzní genetiky a mnoha jiných institucí, jejichž činnost souvisí s právem, jeho tvorbou a aplikací. Na své si přijde jak laická veřejnost, tak právníci a veřejnost odborná.

## Historie festivalu
Pořadatelé festivalu se inspirovali ve Francii, kde se každoročně koná celorepubliková akce La nuit du droit. Ta se každoročně koná začátkem října na počest výročí přijetí francouzské ústavy z roku 1958. Tradici české Noci práva organizátoři svázali s prvním stálým ústavněprávním dokumentem naší země. Tou je Ústavní listina Československa z roku 1920. Ta byla schválena 29. února 1920, účinnosti nabyla 6. března. Noc práva se tedy koná vždy v rozmezí těchto dat. Nultý ročník se konal 6. března 2019, první ročník 6. března 2020, druhý ročník pak pouze online (s ohledem na pandemii koronaviru) dne 5. března 2020, videa však byla dostupná až do poloviny dalšího týdne, tj. do 10. března.

## Zapojené instituce
Do Noci práva se již tradičně zapojují Nejvyšší soud a Nejvyšší správní soud České republiky. Stejně tak zapojení univerzit je již tradiční. Zejména Právnická fakulta Masarykovy univerzity se zapojila v každém dosud pořádaném ročníku. Zapojila se však také Právnická fakulta Univerzity Palackého a VŠB Technická univerzita Ostrava. Kromě toho vlastní části programu v minulosti nabídl Úřad veřejného ochránce práv, Vězeňská služba, Probační a mediační služba, Česká advokátní komora, různé okresní a krajské soudy, různé organizační útvary státních zastupitelství, Policie ČR, finančních a celních úřadů. Program si však připravují i neprávní instituce, v minulosti to byla např. Fakultní nemocnice Ostrava, která si připravila program na svém Ústavu soudního lékařství, dále také Národní divadlo Brno.
V průběhu různých ročníků vystoupilo mnoho známých osobností, např. tehdejší prezidentka Soudcovské unie Daniela Zemanová, vládní zmocněnec pro zastupování před ESLP Vít Alexander Schorm, soudci Ústavního soudu Kateřina Šimáčková a Jaromír Jirsa, bývalá soudkyně a senátorka Eliška Wagnerová, soudce Nejvyššího soudu Michal Králík, ústavní právník Jan Kysela, známá moderátorka Světlana Witowská.